# Gabriel Maureta y Aracil
Gabriel Maureta y Aracil (Barcelona, 1832-Madrid, 1912) fue un pintor español.

## Biografía

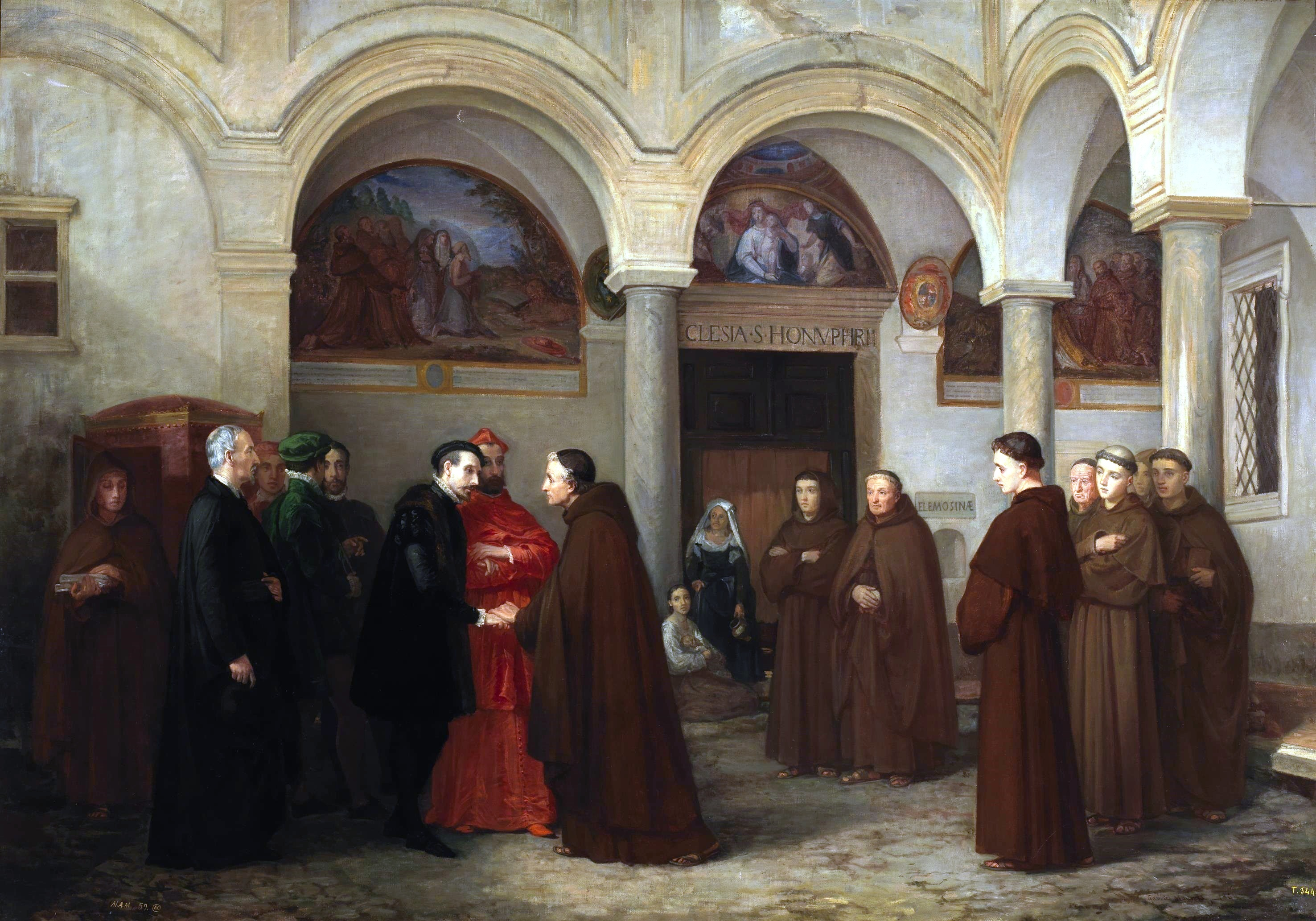
Torcuato Tasso se retira al convento de San Onofre en el Janículo, 1864, Madrid, museo del Prado.

Estudió en Madrid, donde fue alumno Antonio María Esquivel y de Federico de Madrazo.
En 1853 se estableció en París y estudió bajo la dirección de Adrien Dauzats y Michel Dumas. Una vez de vuelta a España, Gabriel Maureta comenzó a presentar temas históricos en las Exposiciones Nacionales de Bellas Artes, alcanzando una tercera medalla en 1858 con la obra Doña Juana la Loca ante el féretro de Felipe el Hermoso. En 1867 se presentó en la Exposición Universal de París con el cuadro Torcuato Tasso se retira al convento de San Onofre en El Gianicolo. Fue muy amigo de Federico de Madrazo y de Eduardo Rosales. En 1876 obtuvo medalla en la Exposición Universal de Filadelfia y en la década de 1880 vivió en Roma.

## Obras
- El marqués de Santillana (copia), óleo sobre lienzo, 109 x 84 cm, museo del Prado, 1877 - 1878
- Ángel de Saavedra, duque de Rivas (copia), óleo sobre lienzo, 76 x 63 cm, museo del Prado, hacia 1881
- Martín Gurrea de Aragón (copia), óleo sobre lienzo, 79 x 65 cm, museo del Prado, hacia 1877
- Alonso Felipe de Gurrea Aragón (copia), óleo sobre lienzo, 86 x 70 cm, museo del Prado, hacia 1877
- Francisco Martínez de la Rosa (copia), óleo sobre lienzo, 69 x 52 cm, museo del Prado, hacia 1881
- Torcuato Tasso se retira al convento de San Onofre en el Janículo, óleo sobre lienzo, 121 x 171 cm, museo del Prado, 1864
- La reina doña Juana la Loca, óleo sobre lienzo, 118 x 145 cm, museo del Prado, hacia 1858
- La despedida, óleo sobre lienzo, 111 x 167 cm, museo del Prado, 1862